# Olympische Winterspelen 1948
De Ve Olympische Winterspelen werden in 1948 gehouden in Sankt Moritz, Zwitserland. Ook Lake Placid, gastheer van de Olympische Winterspelen van 1932, stelde zich opnieuw kandidaat. St. Moritz was eerder het toneel van de Olympische Winterspelen van 1928. Het waren de eerste Winterspelen in twaalf jaar. De edities van 1940 en 1944 werden afgelast vanwege de Tweede Wereldoorlog.

## Hoogtepunten
- Zowel bij de mannen als bij de vrouwen wisten een Noord-Amerikaan het kunstschaatsen te winnen. Barbara Ann Scott uit Canada won bij de vrouwen, terwijl Dick Button uit de Verenigde Staten bij de mannen won.
- Henri Oreiller (Frankrijk, Alpineskiën) wist zowel de afdaling als de combinatie te winnen. Daarmee werd hij de eerste Franse olympische winterkampioen.
- Bij het ijshockey was er een rel rond het/de Amerikaanse team(s). Amerika stuurde twee verschillende afvaardigingen: eentje was voorgedragen door het Amerikaanse Olympische Comité en een was gesteund door de Internationale ijshockeyfederatie, welke het toernooi zou organiseren. Uiteindelijk werd besloten dat het ene team zou meelopen in het openingsdefilé en het andere zou deelnemen aan het toernooi. De IOC nam zich voor dat als de Amerikanen op een podiumplaats zouden eindigen zij geen medailles zouden krijgen. De Amerikanen eindigde als vierde en werden achteraf uit de uitslag verwijderd.

## Nederlandse prestaties
- Tijdens de openingsceremonie werd het kleine team (vier mannen) voorafgegaan door Jan Langedijk (schaatsen) die de vlag droeg.
- Twaalf jaar na zijn debuut op de Olympische winterspelen van 1936 werd Jan Langedijk zesde op de vijf en vijfde op de tien kilometer.
- Kees Broekman was zowel op de vijf en tien kilometer de tegenstander van Langedijk, Broekman werd vijfde op de vijf en zesde op de tien kilometer.

## Belgische prestaties
- België haalde in 1948 zijn eerste gouden medaille op de Winterspelen. Deze werd behaald door het Belgische paar Micheline Lannoy en Pierre Baugniet, die het goud veroverden in het kunstrijden voor paren.
- Een tweede, zilveren medaille werd behaald door de Belgische viermansbob, onder leiding van Max Houben, die in 1920 had deelgenomen op 100 meter op de Spelen van Antwerpen. Verder werd de bobslee bemand door Jacques Mouvet, Freddy Mansvelt en Georges Niels.

### Belgische medailles
| Medaille   | Winnaar                            | Onderdeel             |
| ---------- | ---------------------------------- | --------------------- |
| Goud (1)   | Micheline Lannoy & Pierre Baugniet | kunstrijden, paren    |
| Zilver (1) | Belgisch bobsleeteam               | bobsleeën, vierzitter |

## Disciplines
Tijdens de Olympische Winterspelen van 1948 werd er gesport in vier takken van sport. In negen disciplines stonden 22 onderdelen op het programma. De Militaire patrouille en de Winter vijfkamp waren demonstratiesporten.
| Sport                | Discipline           | Onderdelen                | Onderdelen            | Onderdelen                    | Onderdelen                    |
| -------------------- | -------------------- | ------------------------- | --------------------- | ----------------------------- | ----------------------------- |
| Schaatssport         | Kunstrijden          | mannen                    | vrouwen               | paren                         | paren                         |
| Schaatssport         | Schaatsen            | 500 m (m)                 | 1500 m (m)            | 5000 m (m)                    | 10.000 m (m)                  |
| Skisport             | Alpineskiën          | afdaling (m) afdaling (v) | slalom (m) slalom (v) | combinatie (m) combinatie (v) | combinatie (m) combinatie (v) |
| Skisport             | Langlaufen           | 18 km (m)                 | 50 km (m)             | 4x10 km (m)                   | 4x10 km (m)                   |
| Skisport             | Noordse combinatie   | individueel (m)           | individueel (m)       | individueel (m)               | individueel (m)               |
| Skisport             | Schansspringen       | individueel (m)           | individueel (m)       | individueel (m)               | individueel (m)               |
| Sleesport            | Bobsleeën            | 2-mansbob (m)             | 4-mansbob (m)         | 4-mansbob (m)                 | 4-mansbob (m)                 |
| Sleesport            | Skeleton             | 1-persoons (m)            | 1-persoons (m)        | 1-persoons (m)                | 1-persoons (m)                |
| IJshockey            | IJshockey            | mannen                    | mannen                | mannen                        | mannen                        |
| Demonstratiesporten  |                      |                           |                       |                               |                               |
| Militaire patrouille | Militaire patrouille | mannen                    | mannen                | mannen                        | mannen                        |
| Winter vijfkamp      | Winter vijfkamp      | mannen                    | mannen                | mannen                        | mannen                        |

### Mutaties
| Sport       | Nieuw                                           | Verdwenen (t.o.v. 1936) | Wijzigingen/Opmerkingen |
| ----------- | ----------------------------------------------- | ----------------------- | ----------------------- |
| Alpineskiën | afdaling (m) slalom (m) afdaling (v) slalom (v) |                         | Nu 6 onderdelen         |
| Skeleton    | mannen                                          |                         | Nieuw, terugkeer        |
|             | 5                                               | 0                       |                         |

## Medaillespiegel
Er werden 68 medailles uitgereikt. Het IOC stelt officieel geen medailleklassement op, maar geeft desondanks een medailletabel ter informatie. In het klassement wordt eerst gekeken naar het aantal gouden medailles, vervolgens de zilveren medailles en tot slot de bronzen medailles.
In de volgende tabel staat de top-10. Het gastland heeft een blauwe achtergrond en het grootste aantal medailles in elke categorie is vetgedrukt.
Zie de medaillespiegel van de Olympische Winterspelen 1948 voor de volledige weergave.
| Plaats | Land             | NOC | Goud | Zilver | Brons | Totaal |
| ------ | ---------------- | --- | ---- | ------ | ----- | ------ |
| 1      | Noorwegen        | NOR | 4    | 3      | 3     | 10     |
| 1      | Zweden           | SWE | 4    | 3      | 3     | 10     |
| 3      | Zwitserland      | SUI | 3    | 4      | 3     | 10     |
| 4      | Verenigde Staten | USA | 3    | 4      | 2     | 9      |
| 5      | Frankrijk        | FRA | 2    | 1      | 2     | 5      |
| 6      | Canada           | CAN | 2    | 0      | 1     | 3      |
| 7      | Oostenrijk       | AUT | 1    | 3      | 4     | 8      |
| 8      | Finland          | FIN | 1    | 3      | 2     | 6      |
| 9      | België           | BEL | 1    | 1      | 0     | 2      |
| 10     | Italië           | ITA | 1    | 0      | 0     | 1      |

## Deelnemende landen

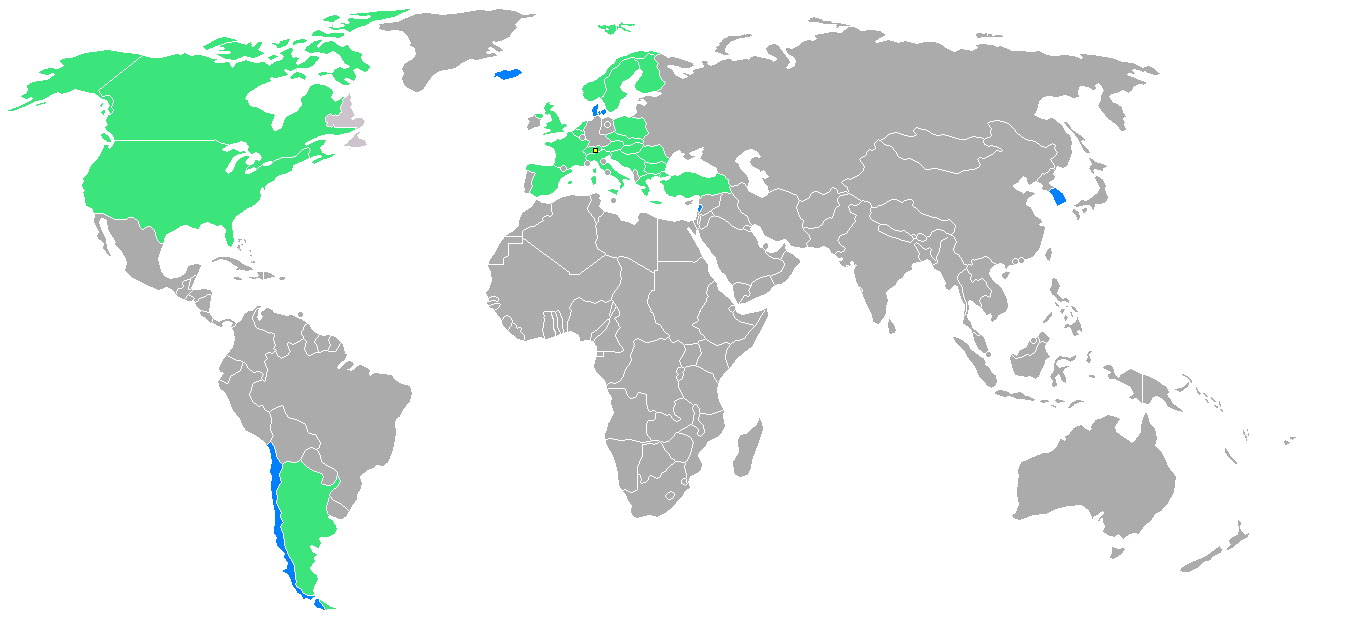

Achtentwintig landen namen deel aan de Spelen, evenveel als aan de vorige editie in 1936. Vijf landen debuteerden: Chili, Denemarken, IJsland, Libanon en Zuid-Korea. Duitsland en Japan waren niet uitgenodigd vanwege hun rol in de Tweede Wereldoorlog. Estland en Letland waren inmiddels republieken van de Sovjet-Unie geworden en zouden pas in 1992 weer opnieuw deelnemen. Verder ontbraken ten opzichte van de vorige keer Australië en Luxemburg. Argentinië nam weer deel nadat het tijdens de twee vorige edities ontbrak.